# Amt Sornzig
Das Amt Sornzig, auch Klosteramt Sornzig genannt, war eine zum Stiftsamt Wurzen gehörige territoriale Verwaltungseinheit des  1806 in ein Königreich umgewandelten Kurfürstentums Sachsen. Nach der Auflösung des Stiftsamts Wurzen im Jahr 1818 war das Amt Sornzig zusammen mit dem Amt Mügeln ein landesherrliches Amt im Leipziger Kreis des Königreichs Sachsen.
Bis zum Ende der sächsischen Ämterverfassung im Jahr 1856 bildete es den räumlichen Bezugspunkt für die Einforderung landesherrlicher Abgaben und Frondienste, für Polizei, Rechtsprechung und Heeresfolge. Der Amtssitz befand sich auf Kloster Marienthal in Sornzig.

## Geographische Lage
Das Amt Sornzig lag in Seitentälern der Döllnitz südwestlich der Stadt Mügeln. Die Orte des ehemaligen Amts gehören heute zumeist zur Stadt Mügeln.

## Angrenzende Verwaltungseinheiten
Die Ämter Sornzig und Mügeln bildeten den südlichen Teil des Stiftsamts Wurzen, der durch das  kurfürstliche Amt Mutzschen vom nördlichen Teil des Stiftsamts mit dem Amt Wurzen getrennt war.
| Erbamt Grimma         | Stiftsamt Wurzen (Amt Mügeln)               |                               |
| Amt Colditz (Exklave) | Kompassrose, die auf Nachbargemeinden zeigt | Stiftsamt Wurzen (Amt Mügeln) |
| Amt Leisnig           | Schulamt Meißen                             | Schulamt Meißen               |

## Geschichte

### Von der Klostergründung bis zur Reformation
Das Nonnenkloster Marienthal in Sornzig wurde 1241 durch Sifridus de Mogelin gestiftet. Durch Schenkungen an das Kloster kamen die umliegenden Ortschaften unter die Verwaltung des Klosters. Nach der Leipziger Teilung 1485 gehörte das Amt zur albertinischen Linie der Wettiner. 
Im Zuge der Einführung der Reformation kam es um 1540 zur Säkularisation des Klosters Marienthal. Das Gebiet des Klosters wurde zwischen 1540 und 1570 als ein Teil des kurfürstlichen Schulamts Meißen verwaltet. Danach tauschte es der sächsische Kurfürst mit dem Meißner Bischof gegen das Amt Mühlberg. Letzteres war erst 1559 in Besitz des Meißner Bischofs Johann IX. von Haugwitz gelangt, nachdem der sächsische Kurfürst das Amt Mühlberg gegen das in bischöflichen Besitz befindliche Amt Stolpen in der Sächsischen Schweiz eingetauscht hatte.

### Das Amt Sornzig als Teil des Stiftsamts Wurzen (1584–1818)
Am 20. Oktober 1581 dankte der letzte Bischof Johann IX. von Haugwitz ab und trat zum Protestantismus über. Er lebte bis zu seinem Tod im Jahr 1595 in Mügeln und erhielt das um 1150 erbaute Schloss Ruhethal, welchem er diesen Namen gab, sowie das ehemalige Kloster Marienthal in Sornzig, als Leibrente zur Nutzung. 
Das Klosteramt Sornzig, welches seit 1570 in Besitz des Bischofs war, wurde 1584 unter die Verwaltung des Kollegiatstifts Wurzen gestellt. Es wurde somit  vollständig in das seit 1547 albertinische Kursachsen eingegliedert, auch wenn es noch als Teil des Stiftsamts Wurzen bis 1818 durch eine eigens geschaffene „Kurfürstlich-Sächsische Stiftsregierung“ (durch die des Stifts Meißen verordneten Hauptmann, Kanzler und Räte) im Auftrage des Dresdener Hofes verwaltet wurde.
Zwischen 1666 und 1761 war das ehemalige Klosteramt Sornzig eine Gutsherrschaft im Besitz der Familie von Burkersroda. Ab 1770 war es wieder ein Amt, wurde aber meist mit dem benachbarten Amt Mügeln gemeinsam erwähnt. Auf dem an die Bevölkerung abgegebenen Sornziger Klosterland wurden um 1797 die drei neuen Orte Lichteneichen, Neubaderitz und Neusornzig gegründet.

### Das Gebiet des Amts Mügeln mit Sornzig nach der Auflösung der wettinischen Stiftsregierung 1818
Nach der Auflösung des Stiftamts Wurzen im Jahr 1818 wurden die Ämter Wurzen und Mügeln mit Sornzig landesherrliche Ämter im Leipziger Kreis des Königreichs Sachsen. Das Amt Mügeln mit Sornzig bestand bis 1856 und wurde dann von den Gerichtsämtern Mügeln und Oschatz  abgelöst.

## Zugehörige Orte
Zum Amt Sornzig gehörten mit Sornzig zehn Dörfer und drei neu angelegte Dörfer. Nach einer Verwaltungsreform 1836 umfasste das Amt Mügeln zusammen mit Sornzig 55 Dörfer.
Amtsdörfer
| - Sornzig mit dem Kloster Marienthal - Baderitz - Gaudlitz - Grauschwitz (Exklave) - Kemmlitz | - Paschkowitz - Strocken (anteilig) - Töllschütz (Exklave) - Zaschwitz (Exklave) - Zävertitz | - Kutschkau, um 1797 als Lichteneichen neu besiedelt - Neubaderitz (um 1797 gegründet) - Neusornzig (um 1797 gegründet) |